# Hamza Alí al-Chatíb
Hamza Alí al-Chatíb (24. října 1997 – 25. května 2011) byl třináctiletý syrský chlapec, kterého zatkla syrská vláda ve městě Dar'á, kde jako v jednom z prvních měst vypuklo povstání proti režimu Bašára al-Asada. 25. května (2011) obdržela rodina jeho tělo, které na sobě mělo popáleniny, tři střelné rány a poškozené genitálie. Hamzova rodina vyfotila a natočila tělo mrtvého chlapce a předala fotografie a video novinářům. Rodina Hamzy byla šokována vysokou podporou tisíců lidí a masivními protesty proti syrské vládě.

## Mládí
Hamza žil s rodiči v obci Al-Jíza. Často pozoroval poštovní holuby, kteří létali nad jeho domem. Byl velkorysý, několikrát se ptal rodičů, jestli může věnovat peníze chudým. Jednou chtěl někomu dát 100 syrských liber (tehdy zhruba 35 Kč), ale jeho rodina mu řekla, že je to moc peněz, ale Hamza řekl, „mám postel a jídlo, zatímco tenhle nemá nic,“ vzpomíná jeho bratranec Al-Džazíra.

## Mučení
Podle příbuzných se nezajímal o politiku, ale když se ve městě Dar'á snažil Asad uklidnit situaci obklíčením protestujících proti režimu, tak se chtěl přidat na stranu protestujících a pomoct jim. Při chaosu směrem k Dar'á, kudy se vydal, zmizel. Byl pravděpodobně chycen syrskými provládními jednotkami, které byly v okolí města nasazeny a které měly špatnou pověst svým brutálním mučením.

## Zmrzačení
Video, které bylo natočeno pár dní po jeho smrti zachycuje četná zranění na jeho těle, jako zlomené kosti, střelné rány a zmrzačené genitálie. Měl také částečně poškozenou lebku, popáleniny zapříčiněné cigaretami a uřízlý penis. Pravděpodobně na něm byly zkoušeny elektrošoky.
Video se rozšířilo, a tím se zvedlo pobouření proti diktátoru Bašáru al-Asadovi.
Doktoři, kteří prováděli pitvu, však mučení popřeli.

## Dopad
Na facebookové stránce má od května 2011 více než 910 000 následovníků.

## Související článek
- Muhammad Buazízí